# Seligeria calcarea
Seligeria calcarea ist eine Moosart der Ordnung Grimmiales.

## Merkmale
Die Stämmchen sind bis einen Millimeter hoch und schraubig beblättert. Sie stehen in Herden. Die Blätter haben eine hohle Basis und sind in einen linealischen, kurz stumpfen Pfriem verschmälert. Die Blätter sind ganzrandig, die Rippe ist im oberen Blattteil dicker als unten. Die Zellen der Blattspitze sind quadratisch. 
Die Seta ist gelb und aufrecht, die Kapsel hat ein Peristom.

## Verbreitung
Die Art ist auf Europa beschränkt und ist selten. In Deutschland ist sie in Niedersachsen und Schleswig-Holstein zu finden. Sie wächst auf feuchten, schattigen, nassen Kalkfelsen und in Kreidegruben.

## Belege
- Jan-Peter Frahm, Wolfgang Frey: Moosflora (= UTB. 1250). 4., neubearbeitete und erweiterte Auflage. Ulmer, Stuttgart 2004, ISBN 3-8252-1250-5.